# Pantokrator (hudební skupina)
Pantokrator je švédská death metalová skupina, založená v roce 1996. Texty jsou zaměřeny na biblická témata. Jejich jméno je přepisem řeckého παντοκράτωρ, což je jeden z titulů Ježíše Krista a překládá se jako „Všemohoucí“ či „Vládce všeho“. V jejich hudbě se objevují zběsile pádící bicí, strojové kytarové riffy a hluboké duchovní texty.

## Historie
Po natočení dem Pantokrator hráli v roce 2001 na seriózním švédském metalovém festivalu Bobfest, kde byli v národní televizi v krátké reportáži tohoto festivalu. Po nezávisle vydaném EP, Songs of Solomon, se podepsali s Rivel Records, se kterým vydali své první album Blod, v roce 2003. Skandinávská hudba a média magazín Monster dali tomuto albu 4/5, a německý magazín Rock Hard dal albu 7/10. Druhé album, Aurum, bylo vydáno na německém vydavatelu Whirlwind Records. V USA bylo distribuováno od Open Grave Records. Kapela v současné době pracuje na jejich novém třetím albu.
Během let Pantokrator hráli živě na hodně různých místech. V roce 2005 hráli na festivalu Gates of Metal se skupinami, jako Edguy a Dimmu Borgir. V dubnu 2007 měli turné přes Švýcarsko, Francii, Českou republiku a Německo, v podpoře jejich nového alba, Aurum.

## Členové
- Mattias Johansson – kytara
- Karl Walfridsson – zpěv (Growling)
- Rickard Gustafsson – bicí
- Jonas Wallinder – baskytara
- Jonathan Jansson – kytara

## Diskografie
- Unclean Plants / Ancient Path (Demo, 1997)
- Even Unto the Ends of the Earth (Demo, 1998)
- Allhärskare (Demo, 2000)
- Songs of Solomon (EP, 2001)
- Blod (2003)
- A Decade of Thoughts (Demo kolekce, 2006)
- Aurum (2007)

## Videoklipy
- "Divine Light" (Songs of Solomon)
- "Nephilim" (Aurum)